# فيديريكو كارتابيا
فيديريكو كارتابيا (بالإسبانية: Federico Cartabia)‏ (20 يناير 1993 بروزاريو في الأرجنتين - ) هو لاعب كرة قدم إماراتي-أرجنتيني في مركز الجناح, يلعب حاليا بنادي شباب الأهلي الإماراتي.

## مسيرة اللاعب
لعب في الفئات السنية في نادي قرطبة ونادي فالنسيا وسبورتينغ براغا وديبورتيفو لاكورونيا و انتقل إلى نادي شباب الأهلي الإماراتي في عام 2019 و حصل على الجنسية الإماراتية في عام 2023.

## روابط خارجية
فيديريكو كارتابيا على موقع قاعدة بيانات كرة القدم.إي يو (الإنجليزية)
- فيديريكو كارتابيا على موقع Soccerbase.com (لاعب) (الإنجليزية)
- فيديريكو كارتابيا على موقع Soccerway.com (الإنجليزية)
- فيديريكو كارتابيا على موقع عالم كرة القدم.نت (الإنجليزية)
- فيديريكو كارتابيا على موقع AS.com (الإسبانية)